# Oppidum

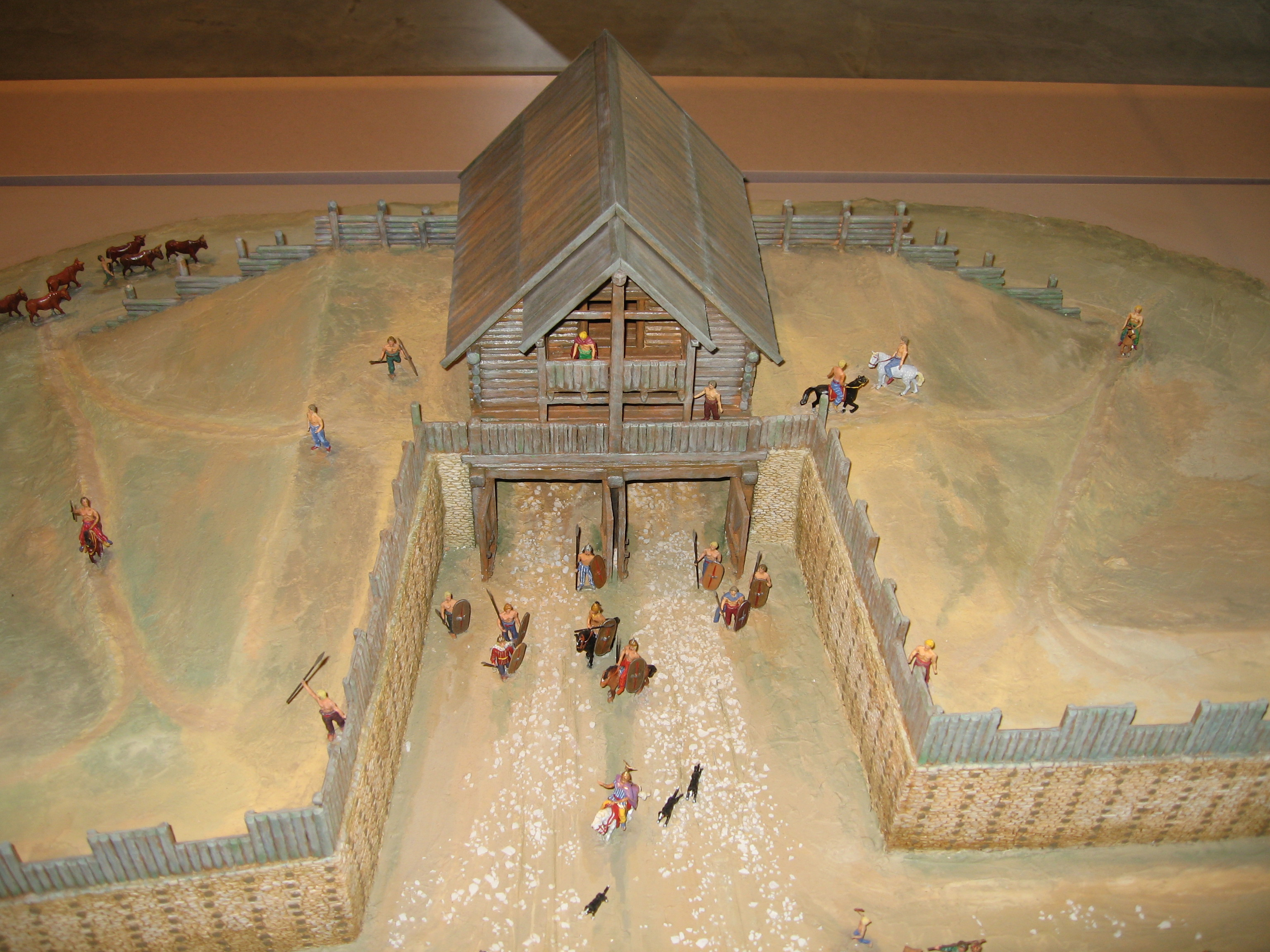
Makieta bramy Oppidum Manching

Plan oppidum Bibracte

Oppidum – miejsce obwarowane, osiedle obronne zakładane najczęściej w miejscu chronionym ukształtowaniem terenu.
Oppida istniały od połowy II w. p.n.e. do połowy I w. p.n.e. (na terenach Brytanii do połowy I w. n.e.). Terminu używa się do określenia celtyckich osad obronnych. Największe z odkrytych oppidów znajduje się w pobliżu miejscowości Grabenstetten w Wirtembergii, zajmuje ono powierzchnię 1400 ha i ma długość wałów równą 30 km. Każde oppidum było otoczone wałami ziemnymi lub drewniano-ziemnymi (murus gallicus), czasami wzmocnione kamieniem. Wokół wałów głębiono rów. Według opisu Gajusza Juliusza Cezara bramy i mury oppidum Avaricum były wzmocnione wieżami.
Inne znane oppida to:
- Kelheim 600 ha (Niemcy)
- Manching 380 ha (Niemcy)
- Donnersberg 240 ha (Niemcy)
- Závist 170 ha (Czechy)
- Bibracte 135 ha (Francja)
- Taradunum (Kirchzarten) 130 ha (Niemcy)
- Finsterlohr 123 ha (Niemcy)
- Alezja 97 ha (Francja)
- Houbirg 90 ha (Niemcy)
- Stradonice 90 ha (Czechy)
- Gergovia 75 ha (Francja)
- Steinsburg 66 ha (Niemcy)
- Noviudunum (Pommiers) 49 ha (Francja)
- Staffelberg 40 ha (Niemcy)
- Staré Hradisko 40 ha (Czechy)
- Hrazany 40 ha (Czechy)
- Třísov 26 ha (Czechy)